# Eupithecia nigronotata
Eupithecia nigronotata är en fjärilsart som beskrevs av Karl Dietze 1910. Eupithecia nigronotata ingår i släktet Eupithecia och familjen mätare. Inga underarter finns listade i Catalogue of Life.